# Poecilimon zimmeri
Poecilimon zimmeri är en insektsart som beskrevs av Willy Adolf Theodor Ramme 1933. Poecilimon zimmeri ingår i släktet Poecilimon och familjen vårtbitare. Inga underarter finns listade i Catalogue of Life.